# George Jamesone

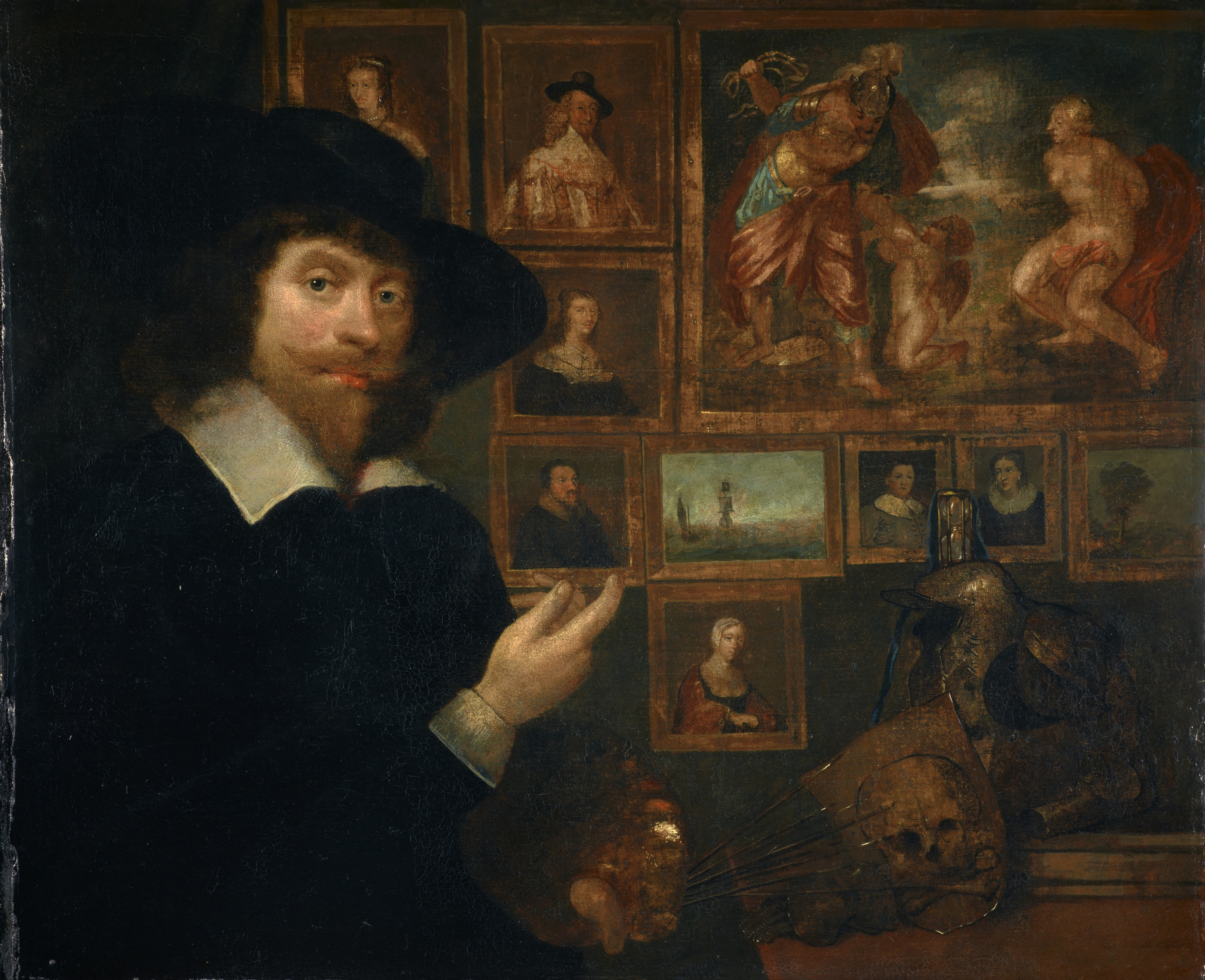
George Jamesone, Selbstporträt (ca. 1642)

George Jamesone (* 18. Februar 1587 oder 1588 in Aberdeen; † vor dem 11. Dezember 1644 in Edinburgh) war ein schottischer Porträt- und Miniaturmaler.

## Familiäre Herkunft

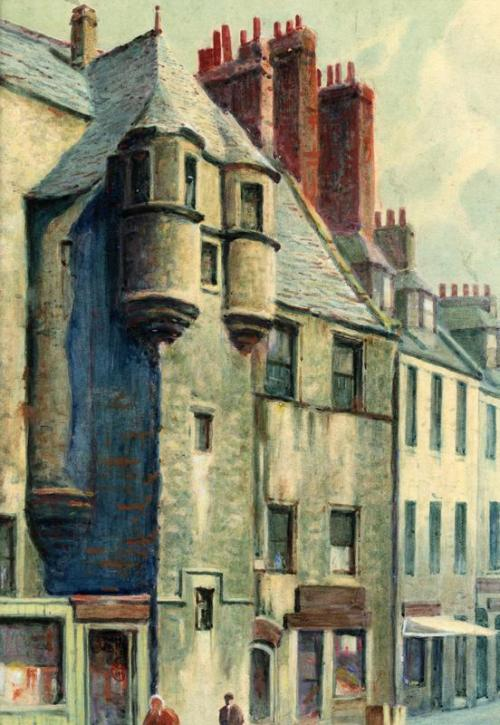
Jamesones Geburtshaus (George Gordon Burr)

Jamesone war ein Sohn des Baumeisters und Steinmetzen Andrew Jamesone und dessen Frau Marjory (geborene Anderson) einer Tochter des David Anderson (Mitglied des Magistrats der Stadt) und dessen Frau Jean Guild oder des Kaufmanns Gilbert Anderson. Es wird angenommen, dass der Bauinspektor Williame Jamesone (englisch dekyne of the masonis), dem die Instandhaltung und Beaufsichtigung von Arbeiten an der Bridge of Dee übertragen worden waren, sein Großvater väterlicherseits war, der um 1529 geboren wurde. Das Geburtshaus von Jamesone wurde im Mai 1886 abgerissen.

## Leben
Jamesone besuchte im Alter von etwa 10 Jahren ab 1597 die Grammar School von Aberdeen, die sich in der Nähe des elterlichen Hauses auf dem Schoolhill befand. Zuvor war er durch seinen Vater unterwiesen worden. Er verließ die Schule im Jahr 1601, um anschließend ein Collage zu besuchen. Zu Michaeli 1603 kam er ins Marischal College. Nach seinem Abschluss wandte er sich der Kunst zu. William Kennedy schrieb in seinen Annals of Aberdeen über ihn:

“He was endowed by nature with an uncommon genius for portrait; painting, which he discovered at an early period of life”

„Er war von Natur aus mit einem ungewöhnlichen Talent für die Porträtmalerei ausgestattet, die er schon in jungen Jahren entdeckte.“

In der älteren Literatur hieß es, er sei zu Peter Paul Rubens nach Antwerpen gereist sei und dort mit Anthonis van Dyck gelernt habe. Laut den Einträgen in Urkunden soll er sich jedoch seit 1612 8 Jahre lang bei seinem Onkel, dem Maler John Andersone, in Edinburgh in der Ausbildung befunden haben. 1620 wurde er erstmals als eigenständiger Porträtmaler in Aberdeen aktiv. Als König Charles im Jahr 1633 Schottland besuchte, wurde Jamesone vom Magistrat von Edinburgh beauftragt Gemälde der schottischen Monarchen anzufertigen und sich an der Schaffung der Festdekorationen für den königlichen Besuch zu beteiligen. Der König fand an den Bildnissen solchen Gefallen, dass er ihm selbst Modell saß und ihn nach der Fertigstellung mit einem Diamantring von seinem Finger belohnte.
1633 besuchte er auch London und soll angeblich seinen Gönner Colin Campbell of Glenorchy auf seiner Reise nach Italien begleitet haben. Für diesen schuf er zahlreiche Porträts von königlichen Persönlichkeiten und Mitgliedern seiner Familie, die er teilweise nach älteren Originalen anfertigte. So entstand auch der „Stammbaum des Hauses Glenorchy“. Er wurde auf dem Friedhof von Greyfriars in Edinburgh begraben.
Der Porträtmaler John Michael Wright war sein Schüler.

## Familie

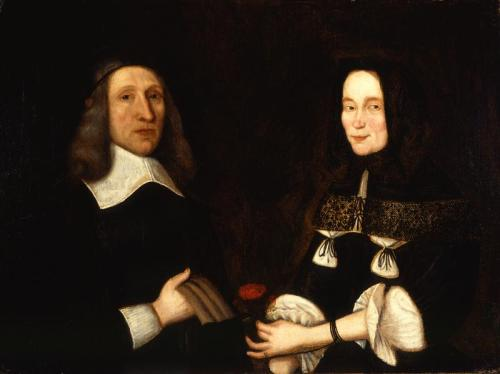
Der Advokat John Alexander und Marjory Jamesone

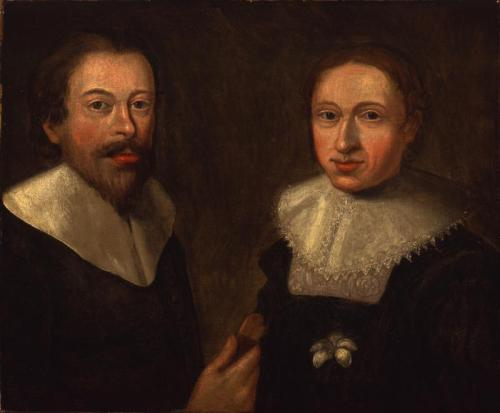
Der Architekt David Anderson und seine Frau Jean Guild

Jameson heiratete am 12. November 1624 Isabella Tosh (Isobell Tosh, Issobel Toche oder Isabel Toche; † 1680), mit der er mehrere Töchter und Söhne William (1629), Paul (1630), George (1633) und Andro (1635) hatte (alle Söhne starben jung zwei davon im Januar 1631).
- Mary Jamesone (16..–1684) ⚭ 1. Peter Burnet of Elrick; 2. 1669 James Gregory (1638–1675) einen Cousin zweiten Grades;[7] 3.  Baillie George Ædie
  - zwei Töchter und ein Sohn
- Marjory Jamesone (1627–1682) ⚭ mit dem Advokaten John Alexander
  - John Alexander (1686 – um 1766)
    - John Cosmo Alexander (1724 – 25. August 1772)
- Isabella Jamesone (1636–1674)
- Elizabeth Jamesone (getauft am 6. Februar 1639)

Nach seinem Tod heiratete seine Frau erneut.

## Werke (Auswahl)
Jamesone malte besonders Bildnisse, die sich durch lebendige Auffassung und fleißige Durchführung auszeichnen, daneben auch Landschaften und Historien, teils in Öl, teils Miniatur. In Schottland wurden viele Adelssitze mit Familienbildern von Jamesone geschmückt.
Porträts

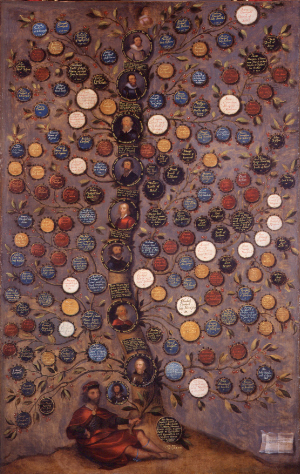
Campbell of Glenorchy Family Tree

- 1620: Sir Paul Menezes of Kilmundie (Marischal College)
- 1621: First Earl of Traquair (Keith Hall)
- 1623: Dr. Arthur Johnston
- Robert Gordon of Straloch
- Sir Archibald Johnston